# Elizabeth May (abogada)
Elizabeth May (nacida el 9 de junio de 1954) es una activista defensora del medio ambiente, escritora y abogada canadiense. Fue la líder del Partido Verde de Canadá hasta 2019. Fue directora ejecutiva del Sierra Club de Canadá de 1989 a 2006.